# Elecciones al Parlamento Europeo de 2004 (Irlanda)
En las elecciones al Parlamento Europeo de 2004 en Irlanda, celebradas en junio, se escogió a los representantes de dicho país para la sexta legislatura del Parlamento Europeo. El número de escaños asignado a Irlanda pasó de 15 a 13.

## Resultados
| Datos de participación | Datos de participación | Datos de participación |
| ---------------------- | ---------------------- | ---------------------- |
| Censo electoral        | 3.119.484              | 100%                   |
| Votantes               | 1.841.335              | 59,0                   |
| Abstención             | 1.278.149              | 41,0                   |
| Válidos                | 1.780.768              |                        |
| A candidatura          | 1.780.768              | 100,0                  |

| ← Elecciones al Parlamento Europeo de 2004 → |         |       |         |
| Partido                                      | Votos   | %     | Escaños |
| Fianna Fáil (FF)                             | 524.504 | 29,45 | 4       |
| Fine Gael (FG)                               | 494.412 | 27,76 | 5       |
| Independientes (IND)                         | 270.518 | 15,19 | 2       |
| Sinn Féin (SF)                               | 197.715 | 11,10 | 1       |
| Partido Laborista (LP)                       | 188.132 | 10,56 | 1       |
| Partido Verde (GP)                           | 76.917  | 4,32  | 0       |
| Partido Socialista (SP)                      | 23.218  | 1,30  | 0       |
| Solidaridad Cristiana (CS)                   | 5.352   | 0,30  | 0       |